# 毛臭椿
毛臭椿（学名：Ailanthus giraldii）为苦木科臭椿属下的一个种。

## 扩展阅读
- 維基物種上的相關：毛臭椿